# 이광혁
이광혁(李洸赫, 1995년 9월 11일 ~ )은 대한민국의 축구 선수이다. 현재 거제시민축구단에 소속되어 있다.

## 선수 생활
이광혁은 포항 스틸러스 유소년 팀 산하의 포항제철중학교, 포항제철고등학교를 거쳤다. 2010년에는 포항 스틸러스 U-15 소속으로 팀의 제11회 탐라기 전국 중학교 축구대회 우승을 이끌었으며, 결승전에서 두 골을 성공시키는 등의 활약으로 대회 최우수선수상을 수상하였다. 또한 2011년부터 2013년까지는 포항 스틸러스 U-18 소속으로 포항제철고의 K리그 U-18 챌린지리그 3년 연속 우승에 기여하였다. 특히 2013년에는 K리그 U-18 챌린지리그에서 13경기에 나서 7골 10도움을 기록하며 팀의 우승을 이끌었으며, 개인적으로는 대회 최우수선수상(MVP)을 수상하였다.
2014 K리그 드래프트에서 포항 스틸러스에 우선지명되어 포항 스틸러스에 입단하였다. 2014년 2월 25일 AFC 챔피언스리그 2014 E조 조별 예선 1라운드 세레소 오사카와의 경기에서 후반 32분 교체 투입되며 프로무대에 데뷔하였다. 이후 어린 나이에도 불구하고 출전 기회를 잡았으나, 9월 전남 드래곤즈와의 리그 경기에서 십자인대 부상을 당하는 바람에 조금 일찍 시즌을 마감하게 되었다.
2015 시즌 조금씩 출전 경기수를 늘려갔으며, 5월 10일 열린 성남 FC와의 경기에서 데뷔골을 기록하였다. 또한 5월 30일 열린 대전 시티즌과의 경기에서는 후반 추가시간 결승골을 넣으며 팀의 2-1 승리를 이끌었다. 하지만 8월 30일 열린 수원 삼성 블루윙즈와의 경기에서 전반 44분 부상을 당하였으며, 이후 잔여 시즌 경기에 나설 수 없었다.
2016 시즌에도 크고 작은 부상에 시달리며 정규리그 12경기 출장에 그쳤지만, 2017 시즌에는 비교적 꾸준히 경기에 나서며 30경기 1골 6도움을 기록하였다.

### 클럽 경기 출장 경력
2019년 12월 8일 기준
| 클럽          | 시즌 | 리그 | 리그 | 국내 FA컵 | 국내 FA컵 | 대륙 대회 | 대륙 대회 | 통산 | 통산 |
| 클럽          | 시즌 | 출장 | 득점 | 출장      | 득점      | 출장      | 득점      | 출장 | 득점 |
| ------------- | ---- | ---- | ---- | --------- | --------- | --------- | --------- | ---- | ---- |
| 포항 스틸러스 | 2014 | 9    | 0    | 1         | 0         | 2         | 0         | 12   | 0    |
| 포항 스틸러스 | 2015 | 19   | 2    | 2         | 0         | -         | -         | 21   | 2    |
| 포항 스틸러스 | 2016 | 12   | 0    | 1         | 0         | 4         | 0         | 17   | 0    |
| 포항 스틸러스 | 2017 | 30   | 1    | 0         | 0         | -         | -         | 30   | 1    |
| 포항 스틸러스 | 2018 | 16   | 1    | 0         | 0         | -         | -         | 16   | 1    |
| 포항 스틸러스 | 2019 | 23   | 2    | 1         | 0         | -         | -         | 24   | 2    |
| 통산          | 통산 | 109  | 6    | 5         | 0         | 6         | 0         | 120  | 6    |

## 대표팀 경력
2013년 AFC U-19 축구 선수권 대회 예선 경기를 위한 대표팀에 소집되었다. 본선 대회 엔트리에 이름을 올릴 것으로 기대되었으나, 2014년 9월 부상을 당하며 본선에는 참가하지 못하였다.

## 수상

### 개인
- 2010년 제11회 탐라기 전국 중학교 축구대회 MVP
- 2012년 제39회 문화체육관광부 장관기 전국고등학교 축구대회 페어플레이상
- 2013년 아디다스 올인 챌린지리그 MVP